# 14252 Audreymeyer
14250 Kathleenmartin eller 2000 AD64 är en asteroid i huvudbältet som upptäcktes den 4 januari 2000 av LINEAR i Socorro County, New Mexico. Den är uppkallad efter Audrey W. Meyer.
Asteroiden har en diameter på ungefär 2 kilometer.